# Puits-Châtel
Le Puits-Châtel, également appelé Puits-du-Quartier, est un quartier historique de Blois, qui correspond aujourd'hui à la partie orientale du centre-ville, dans la ville basse et à l'est de l'actuelle rue du Commerce.

## Géographie
Le quartier s'est développé sur la rive droite de la Loire et sur la rive gauche de l'Arrou, et au pied de l'actuelle cathédrale Saint-Louis.
Le Puits-Châtel est entouré par le ruisseau à l'ouest, qui le sépare de Bourg-Moyen, par le vallon de l’Arrou qui le contourne par le nord et le sépare du Haut-Bourg et du Bourg-Neuf, et par le faubourg Saint-Jean à l'est, et par la Loire qui le contourne par le sud.
| Bourg-Neuf  | Haut-Bourg   | Saint-Jean   |
| Bourg-Moyen | Puits-Châtel |              |
|             |              | Blois-Vienne |

## Origines
Le Puits-Châtel constitue l'extension sur l'autre rive de l'Arrou du quartier de Bourg-Moyen, le bourg majeur à l'origine de la formation de Blois en tant que ville.

## Histoire et évolution

### Moyen Âge
Au Moyen Âge, le bourg était rattaché sous l'autorité religieuse de la paroisse Saint-Pierre, établie dans le Haut-Bourg, et qui devint l'église Saint-Solenne au Xe siècle sous l'impulsion de la comtesse Liutgarde, puis la cathédrale Saint-Louis depuis 1700.
La collégiale Saint-Jacques est fondée en 1366 par le comte Louis II de Blois-Châtillon.
Pendant le deuxième quart du XIIIe siècle, le bourg se retrouve à l'intérieur des remparts de la ville, à l’instar de Bourg-Moyen, mais également de hameaux construits entre-temps comme le Bourg-Neuf et le faubourg Saint-Jean. Certains coteaux sont aménagés en degrés, à l'image des Petits et Grands degrés Saint-Louis, et les degrés Saint-Honoré.

### Renaissance
Après l'avènement du blésois Louis XII en 1498, de plus en plus de ponts et passerelles sont installés pour traverser l'Arrou, qui commence par ailleurs progressivement à être recouvert. Pendant la Renaissance et le règne de Louis XII, le quartier accueille de nombreux membres de la cour, comme en témoignent les nombreux hôtels particuliers qui ont subsisté jusqu'à nos jours (à l'image de l'hôtel de Rochefort, l'hôtel Sardini ou l'hôtel Viart). Plusieurs fontaines publiques sont également mises en place, comme la fontaine Saint-Jacques ou la fontaine des Élus en 1518.
Vers 1550, un Port Neuf est également construit sur la rive ligérienne, juste en face de la Creusille. Il s'agit aujourd’hui de la promenade Pierre Mendès France, en contrebas du mail Pierre Sudreau.

### Époque moderne
L'inauguration en 1724 du nouveau pont Jacques-Gabriel conduit au renforcement des digues tout au long du XVIIIe siècle. En 1789, les échevins votent le démantèlement des remparts médiévaux de la ville pour réutiliser leurs matériaux afin de renforcer la digue du Port Neuf mais également pour recouvrir l'Arrou. Les travaux débutent alors depuis l'ancienne Porte Côté en direction de la Loire.
En 1848, l'entrepreneur Auguste Poulain fait acquisition de l'ancienne maison familiale du magicien Jean-Eugène Robert-Houdin, située au 4 rue Porte Chartraine, afin d'y ouvrir sa première chocolaterie.
En 1850, la dernière portion de l'Arrou qui n'était pas recouverte (au niveau du point de confluence) est faite souterraine, : les deux rives, et donc le Puits-Châtel et Bourg-Moyen, sont alors connectées. De la même manière, on recouvre le petit ruisseau des Mées (qui rejoignait initialement l'Arrou via l'actuelle rue Foulerie) jusqu'à la levée des Tillières, construite en 1857 derrière le bourg Saint-Jean.
L'inauguration du pont Jacques-Gabriel, plus en amont que le pont médiéval, mènera également, dans les années 1860 et sous l'impulsion du maire Eugène Riffault (alors proche du maire de Paris, ledit "Baron Haussmann"), au percement de nouvelles rues, à l'image de la rue du Prince Impérial (actuelle rue Denis Papin), au détriment de rues plus anciennes comme la Grande-Rue qui longeait jadis le cours de l'Arrou. L'escalier monumental fut également inauguré dans la foulée, en 1865. Depuis ces travaux de réaménagement, le Puits-Châtel comprend l'axe principal du centre-ville de Blois.
Contrairement au Bourg-Moyen qui a largement souffert des guerres et des bombardements du XXe siècle, c'est la Loire et ses crues à répétition qui ont causé des dommages au Puits-Châtel. Malgré le renforcement des digues au XVIIIe siècle, le quartier fut partiellement inondé en 1846, en 1856, en 1866 ainsi qu'en 1907.
Entre 1888 et 1934, la rue Denis Papin est parcourue par le tramway à vapeur du Loir-et-Cher, reliant le quartier au reste du département, à l'instar du réseau municipal de tramway électrique de 1910 à 1934.
Malgré la violente destruction de l'ancien hôtel de ville par des bombardements allemands le 18 juin 1940, deux jours après la mort du maire en exercice, Émile Laurens (aujourd'hui odonyme), le quartier souffrit relativement peu de la Seconde Guerre mondiale, bien qu'il soit important de noter qu'il a quand même été occupé par l'Allemagne Nazie pendant 4 ans et 2 mois jusqu'à sa libération, le 16 août 1944.

### Époque actuelle
L'hôtel de ville, établi en bord de Loire après la Révolution, figure néanmoins parmi les quelques bâtiments détruits par les forces allemandes pendant la Seconde Guerre mondiale. Il est désormais établi au sein de l'ancien palais épiscopal, dans le Haut-Bourg. D'autres monuments, comme la Tour d'Argent ou l'hôtel d'Angleterre, n'ont pas été intégrés dans le plan de reconstruction d'après-guerre.
En 2018, les quais ainsi que les rues Porte Côté et Denis Papin ont été rénovées, dans le cadre de projet de l'Aménagement Cœur de Ville–Loire (ACVL).

## Monuments

### Monuments existant encore
- Escalier Denis-Papin (depuis 1865),
- Fontaine de l'ancien hôtel de ville (réinstallée en 2002 au pied de l'escalier Denis-Papin),
- Fontaine des Élus (depuis 1518),
- Fontaine Saint-Jacques,
- Hôtel Belot (fin XVe siècle),
- Hôtel de Condé (XIIIe siècle),
- Hôtel Jacques de Moulins (ou hôtel de Rochefort, XVe siècle),
- Hôtel de Jassaud (XIIIe siècle),
- Hôtel Sardini (XVIe siècle),
- Hôtel de Vareilles (ou hôtel de Lavallière, XVIe siècle),
- Hôtel Viart (début XVIe siècle),
- Maison de la Chancellerie,
- Maison Usu Vetera Nova,
- Pont Jacques-Gabriel (depuis 1724),
- Port Neuf (depuis env. 1550),
- Trois Clés.

### Monuments aujourd’hui disparus
- Ancien hôtel de ville (détruit en 1940),
- Collégiale Saint-Jacques (détruite vers 1700),
- Hôtel d'Angleterre (détruit en 1940),
- Portes et tours des remparts de la ville (démantelées entre 1789 et 1813),
- Tour d'Argent (détruite en 1940).

## Anciens odonymes
Naturellement, de nombreuses rues ont changé de nom au cours de l'histoire, dont :
- la Grand'rue, devenue la rue du Commerce[14],
- la place du Puiseau, devenue la place Ave Maria,
- le Port Neuf, devenu la promenade Pierre Mendès France,
- la rue de la Juiverie, devenue la rue des Juifs[15],
- la rue de la Monnaie, devenue la rue de la Clévanserie, puis la rue des Trois Clefs[16],
- la rue Neuve, devenue la rue Pardessus[14],
- la rue de la Pierre de Blois, devenue la rue Pierre-de-Blois[15],
- la rue du Poids-le-Roi, devenue la rue du Poids du Roi[17],
- la rue du Prince Impérial, devenue la rue Denis Papin,
- la rue du Puits Guichard, devenue la rue du Puits-Châtel,

D'autres rues ont tout simplement disparues, comme :
- la Grande-Rue,
- la rue du Pont.